# Stolidodere gahani
Stolidodere gahani là một loài bọ cánh cứng trong họ Cerambycidae.